# Ochyrocera oblita
Ochyrocera oblita är en spindelart som beskrevs av Fage 1912. Ochyrocera oblita ingår i släktet Ochyrocera och familjen Ochyroceratidae.
Artens utbredningsområde är Venezuela. Inga underarter finns listade i Catalogue of Life.